# Sunny Akani
Sunny Akani sau Akani Songsermsawad (n. 10 septembrie 1995, Bangkok, Thailanda) este un jucător thailandez de snooker.
În prezent se plasează pe poziția a 56-a în lume. Akani nu a realizat breakul maxim niciodată în carieră.  
Are două sferturi de finală în turneele de clasament mondial. 